# Großwilfersdorf
Großwilfersdorf ist eine Gemeinde mit 2103 Einwohnern (Stand 1. Jänner 2025) im Gerichtsbezirk Fürstenfeld bzw. dem politischen Bezirk Hartberg-Fürstenfeld in der Steiermark.

## Geografie
Großwilfersdorf liegt westlich von Fürstenfeld, zwischen Altenmarkt (seit 2015 Gemeinde Fürstenfeld) und Ilz. Bei Großwilfersdorf mündet die 48,7 Kilometer lange Ilz in die 115 Kilometer lange Feistritz. Die Gemeinde hat eine Fläche von 38 Quadratkilometer. Davon werden 48 Prozent landwirtschaftlich genutzt, 37 Prozent sind bewaldet.

### Gemeindegliederung
Das Gemeindegebiet umfasst neun Ortschaften (Einwohner Stand 1. Jänner 2025):
- Großwilfersdorf (733)
- Hainersdorf (281)
- Hainfeld bei Fürstenfeld (158)
- Herrnberg (171)
- Maierhofbergen (134)
- Maierhofen (74)
- Obgrün (146)
- Radersdorf (171)
- Riegersdorf (235)

Die Gemeinde gliedert sich in acht Katastralgemeinden (Fläche Stand 31. Dezember 2023):
- Großwilfersdorf (945,8 ha)
- Hainersdorf (688,83 ha)
- Hainfeld (277,65 ha)
- Herrnberg (151,83 ha)
- Maierhofen (360,89 ha)
- Obgrün (439,45 ha)
- Radersdorf (355,42 ha)
- Riegersdorf (604,86 ha)

### Gemeindezusammenlegung
Am 1. Jänner 2015 wurde Großwilfersdorf im Rahmen der steiermärkischen Gemeindestrukturreform mit der Gemeinde Hainersdorf zusammengeschlossen, die neue Gemeinde heißt nunmehr „Großwilfersdorf“.

### Nachbargemeinden
| Großsteinbach    |                                             | Bad Waltersdorf |
| Ilz              | Kompassrose, die auf Nachbargemeinden zeigt | Bad Blumau      |
| Riegersburg (SO) | Fürstenfeld                                 | Fürstenfeld     |

## Geschichte
Erstmals wurde Wilfersdorf 1357 urkundlich erwähnt als ein Konrad von Wilhebsdorf genannt wird. Der Name geht vermutlich auf einen früheren Gründer mit dem Namen „Wilhelm“ in der Zeit der Gründung Fürstenfelds zurück. Das Dorf war im Besitz der Familie Hertenfeld, die auch einen der Türme der Fürstenfelder Stadtbefestigung besaßen. Im Jahr 1443 wurden drei landesfürstliche Lehensträger urkundlich genannt. Es folgten mehrere Besitzerwechsel, zeitweise war der Ort auf zehn Grundherren aufgeteilt. Im Jahr 1576 kann Jonas von Wilfersdorf einen Großteil des Ortes in seine Herrschaft bringen. Im 17. und 18. Jahrhundert kam es in Wilferdorf wie im gesamten oststeirischen Raum mehrmals zum Einfall von Ungarn. In den Jahren 1693 und 1782 gab es Erntevernichtungen durch Wanderheuschrecken, 1712 eine Viehseuche und 1799 brannten viele Häuser in Großwilfersdorf nieder.

### Bevölkerungsentwicklung
| Großwilfersdorf: Einwohnerzahlen von 1869 bis 2024        | Großwilfersdorf: Einwohnerzahlen von 1869 bis 2024 | Großwilfersdorf: Einwohnerzahlen von 1869 bis 2024 | Großwilfersdorf: Einwohnerzahlen von 1869 bis 2024 | Großwilfersdorf: Einwohnerzahlen von 1869 bis 2024 |
| --------------------------------------------------------- | -------------------------------------------------- | -------------------------------------------------- | -------------------------------------------------- | -------------------------------------------------- |
| Jahr                                                      |                                                    |                                                    |                                                    | Einwohner                                          |
| 1869                                                      | 1869                                               |                                                    | 2.348                                              | 2.348                                              |
| 1880                                                      | 1880                                               |                                                    | 2.418                                              | 2.418                                              |
| 1890                                                      | 1890                                               |                                                    | 2.331                                              | 2.331                                              |
| 1900                                                      | 1900                                               |                                                    | 2.306                                              | 2.306                                              |
| 1910                                                      | 1910                                               |                                                    | 2.336                                              | 2.336                                              |
| 1923                                                      | 1923                                               |                                                    | 2.280                                              | 2.280                                              |
| 1934                                                      | 1934                                               |                                                    | 2.312                                              | 2.312                                              |
| 1939                                                      | 1939                                               |                                                    | 2.170                                              | 2.170                                              |
| 1951                                                      | 1951                                               |                                                    | 2.142                                              | 2.142                                              |
| 1961                                                      | 1961                                               |                                                    | 2.069                                              | 2.069                                              |
| 1971                                                      | 1971                                               |                                                    | 2.144                                              | 2.144                                              |
| 1981                                                      | 1981                                               |                                                    | 2.028                                              | 2.028                                              |
| 1991                                                      | 1991                                               |                                                    | 2.010                                              | 2.010                                              |
| 2001                                                      | 2001                                               |                                                    | 2.128                                              | 2.128                                              |
| 2011                                                      | 2011                                               |                                                    | 2.040                                              | 2.040                                              |
| 2021                                                      | 2021                                               |                                                    | 2.097                                              | 2.097                                              |
| 2024                                                      | 2024                                               |                                                    | 2.115                                              | 2.115                                              |
| Quelle(n): Statistik Austria, Gebietsstand 1. Jänner 2021 |                                                    |                                                    |                                                    |                                                    |

## Kultur und Sehenswürdigkeiten

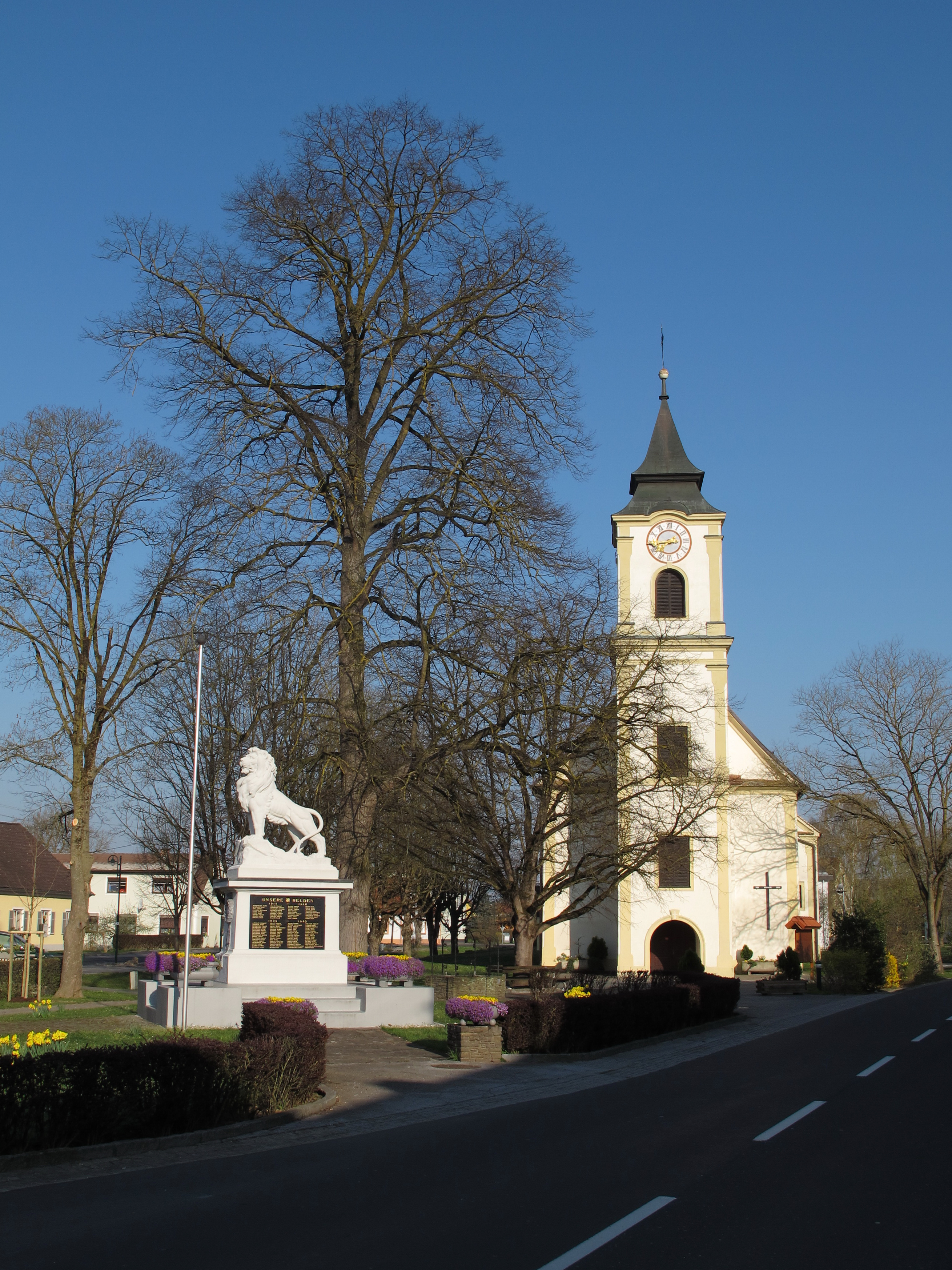
Pfarrkirche Großwilfersdorf

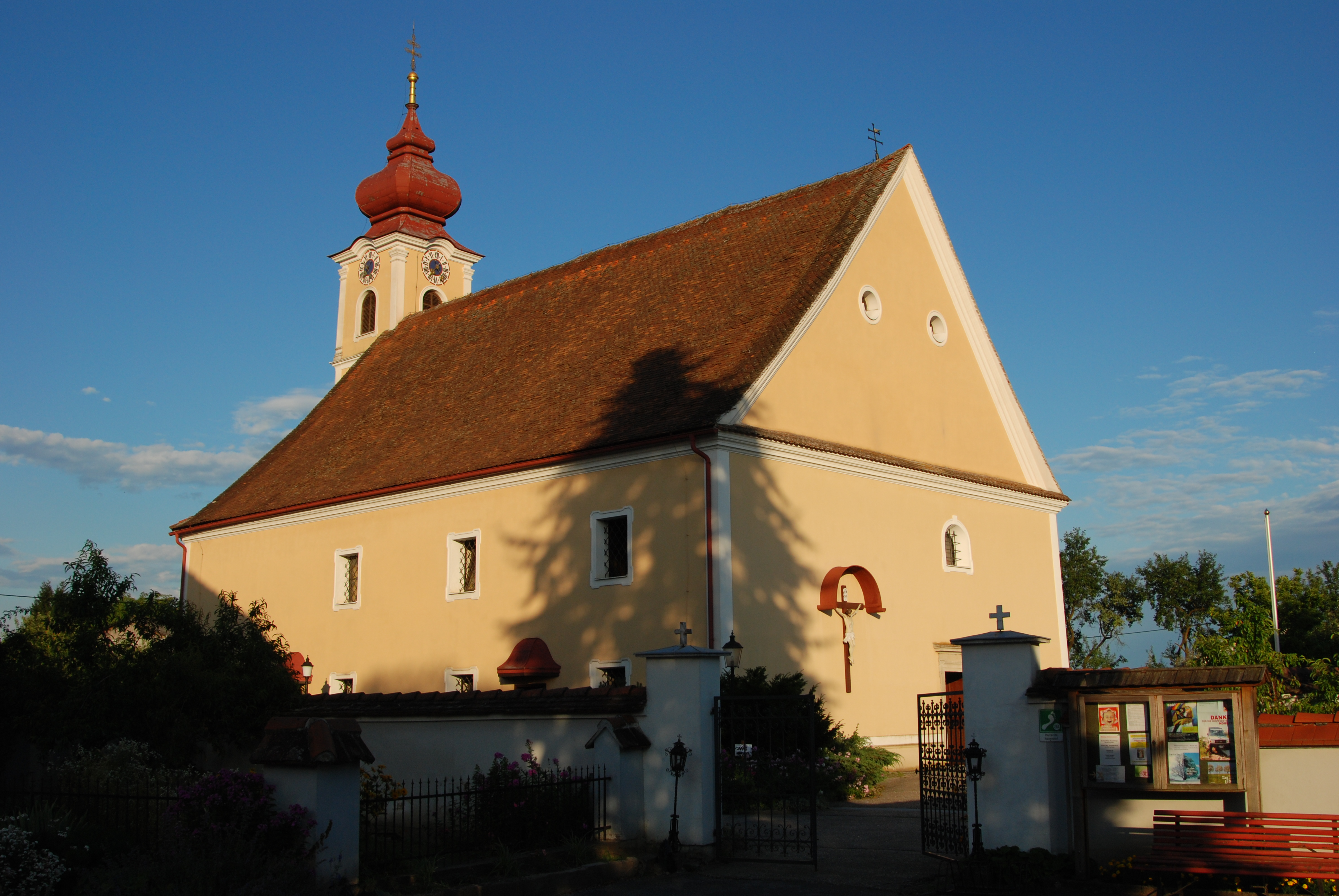
Pfarrkirche Hainersdorf

- Katholische Pfarrkirche Großwilfersdorf Hll. Dreifaltigkeit
- Katholische Pfarrkirche Hainersdorf hl. Georg
- Mariensäule Hainersdorf
- Ortskapelle Maierhofen
- Ortskapelle Obgrün
- Ortskapelle Radersdorf
- Ortskapelle Riegersdorf
- Wegkapelle Hainfeld
- Kilometer-/Meilenstein Hainfeld mit Distanzangabe nach Graz

## Wirtschaft und Infrastruktur
Großwilfersdorf ist eine Weinbaugemeinde, in der besonders Welschriesling, Weißburgunder und Zweigelt kultiviert werden.

### Wirtschaftssektoren
In den Jahren 1999 bis 2010 nahm die Anzahl der landwirtschaftlichen Betriebe von 246 auf 184 ab. Im Produktionssektor arbeiteten 446 der 499 Erwerbstätigen im Bereich Herstellung von Waren. Die größten Arbeitgeber des Dienstleistungssektors waren die Bereiche Handel (152) und soziale und öffentliche Dienste (87 Mitarbeiter).
| Wirtschaftssektor            | Anzahl Betriebe | Anzahl Betriebe | Anzahl Betriebe | Erwerbstätige | Erwerbstätige | Erwerbstätige |
| Wirtschaftssektor            | 2021            | 2011            | 2001            | 2021          | 2011          | 2001          |
| ---------------------------- | --------------- | --------------- | --------------- | ------------- | ------------- | ------------- |
| Land- und Forstwirtschaft 1) | 65              | 184             | 246             | 109           | 93            | 92            |
| Produktion                   | 26              | 23              | 26              | 562           | 499           | 616           |
| Dienstleistung               | 136             | 104             | 63              | 578           | 342           | 291           |

1) Betriebe mit Fläche in den Jahren 2010 und 1999, Arbeitsstätten im Jahr 2021
| Im Jahr 2011 lebten 1010 Erwerbstätige in Großwilfersdorf. Davon arbeiteten 326 in der Gemeinde, mehr als zwei Drittel pendelten aus. Von den umliegenden Gemeinden kamen 608 Menschen zur Arbeit nach Großwilfersdorf. Durch das Gemeindegebiet verläuft die Süd Autobahn A2 sowie die S7. | Die zur Anzeige dieser Grafik verwendete Erweiterung wurde dauerhaft deaktiviert. Wir arbeiten aktuell daran, diese und weitere betroffene Grafiken auf ein neues Format umzustellen. (Mehr dazu) |

## Politik

### Gemeinderat
Der Gemeinderat besteht aus 15 Mitgliedern. Aufgrund der Ergebnisse der Gemeinderatswahl 2025 setzt sich dieser wie folgt zusammen:
- 11 Mandate ÖVP
- 3 Mandate FPÖ
- 1 Mandat SPÖ

| Partei                                                                        | 2025             | 2025             | 2025             | 2020             | 2020             | 2020             | 2015             | 2015             | 2015             | 2010             | 2010             | 2010             | 2010             | 2010             | 2010             | 2005             | 2005             | 2005             | 2005             | 2005             | 2005             | 2000             | 2000             | 2000             | 2000             | 2000             | 2000             |
| Partei                                                                        |                  |                  |                  |                  |                  |                  | Gemeindefusion   | Gemeindefusion   | Gemeindefusion   | Großwilfersd.    | Großwilfersd.    | Großwilfersd.    | Hainersdorf      | Hainersdorf      | Hainersdorf      | Großwilfersd.    | Großwilfersd.    | Großwilfersd.    | Hainersdorf      | Hainersdorf      | Hainersdorf      | Großwilfersd.    | Großwilfersd.    | Großwilfersd.    | Hainersdorf      | Hainersdorf      | Hainersdorf      |
| Partei                                                                        | Stimmen          | %                | M.               | St.              | %                | M.               | St.              | %                | M.               | St.              | %                | M.               | St.              | %                | M.               | St.              | %                | M.               | St.              | %                | M.               | St.              | %                | M.               |                  |                  |                  |
| ----------------------------------------------------------------------------- | ---------------- | ---------------- | ---------------- | ---------------- | ---------------- | ---------------- | ---------------- | ---------------- | ---------------- | ---------------- | ---------------- | ---------------- | ---------------- | ---------------- | ---------------- | ---------------- | ---------------- | ---------------- | ---------------- | ---------------- | ---------------- | ---------------- | ---------------- | ---------------- | ---------------- | ---------------- | ---------------- |
| ÖVP                                                                           | 885              | 68,93            | 11               | 939              | 78               | 13               | 919              | 71               | 11               | 708              | 82               | 13               | 295              | 68               | 6                | 669              | 75               | 12               | 310              | 66               | 6                | 646              | 74               | 12               | 278              | 60               | 6                |
| SPÖ                                                                           | 109              | 08,49            | 01               | 084              | 07               | 01               | 113              | 08               | 01               | nicht kandidiert | nicht kandidiert | nicht kandidiert | nicht kandidiert | nicht kandidiert | nicht kandidiert | 161              | 18               | 02               | nicht kandidiert | nicht kandidiert | nicht kandidiert | 103              | 12               | 01               | 045              | 10               | 0                |
| FPÖ                                                                           | 231              | 17,99            | 03               | 054              | 04               | 0                | 093              | 07               | 01               | 151              | 18               | 02               | nicht kandidiert | nicht kandidiert | nicht kandidiert | 057              | 06               | 01               | nicht kandidiert | nicht kandidiert | nicht kandidiert | 125              | 14               | 02               | nicht kandidiert | nicht kandidiert | nicht kandidiert |
| Grüne und Bürgerliste Großwilfersdorf (bis 2020: Bürgerliste Großwilfersdorf) | nicht kandidiert | nicht kandidiert | nicht kandidiert | 133              | 11               | 01               | 171              | 13               | 02               | nicht kandidiert | nicht kandidiert | nicht kandidiert | nicht kandidiert | nicht kandidiert | nicht kandidiert | nicht kandidiert | nicht kandidiert | nicht kandidiert | nicht kandidiert | nicht kandidiert | nicht kandidiert | nicht kandidiert | nicht kandidiert | nicht kandidiert | nicht kandidiert | nicht kandidiert | nicht kandidiert |
| Hainersdorfer Bürgerliste Parteiunabhängig                                    | nicht kandidiert | nicht kandidiert | nicht kandidiert | nicht kandidiert | nicht kandidiert | nicht kandidiert | nicht kandidiert | nicht kandidiert | nicht kandidiert | nicht kandidiert | nicht kandidiert | nicht kandidiert | 141              | 32               | 3                | nicht kandidiert | nicht kandidiert | nicht kandidiert | 159              | 34               | 3                | nicht kandidiert | nicht kandidiert | nicht kandidiert | 143              | 31               | 3                |
| Großwilfersdorfer Bürgerliste                                                 | 059              | 04,60            | 0                | nicht kandidiert | nicht kandidiert | nicht kandidiert | nicht kandidiert | nicht kandidiert | nicht kandidiert | nicht kandidiert | nicht kandidiert | nicht kandidiert | nicht kandidiert | nicht kandidiert | nicht kandidiert | nicht kandidiert | nicht kandidiert | nicht kandidiert | nicht kandidiert | nicht kandidiert | nicht kandidiert | nicht kandidiert | nicht kandidiert | nicht kandidiert | nicht kandidiert | nicht kandidiert | nicht kandidiert |
| Wahlberechtigte                                                               | 1.788            | 1.788            | 1.788            | 1.755            | 1.755            | 1.755            | 1.747            | 1.747            | 1.747            | 1.187            | 1.187            | 1.187            | 544              | 544              | 544              | 1.151            | 1.151            | 1.151            | 556              | 556              | 556              | 1.054            | 1.054            | 1.054            | 519              | 519              | 519              |
| Wahlbeteiligung                                                               | 73,15 %          | 73,15 %          | 73,15 %          | 70 %             | 70 %             | 70 %             | 75 %             | 75 %             | 75 %             | 76 %             | 76 %             | 76 %             | 84 %             | 84 %             | 84 %             | 79 %             | 79 %             | 79 %             | 88 %             | 88 %             | 88 %             | 84 %             | 84 %             | 84 %             | 92 %             | 92 %             | 92 %             |

### Bürgermeister
Bürgermeister der Gemeinde ist seit Anfang 2020 Franz Zehner (ÖVP). Dem Gemeindevorstand gehört weiters der Vizebürgermeister Josef Wachmann (ÖVP) an.

### Wappen

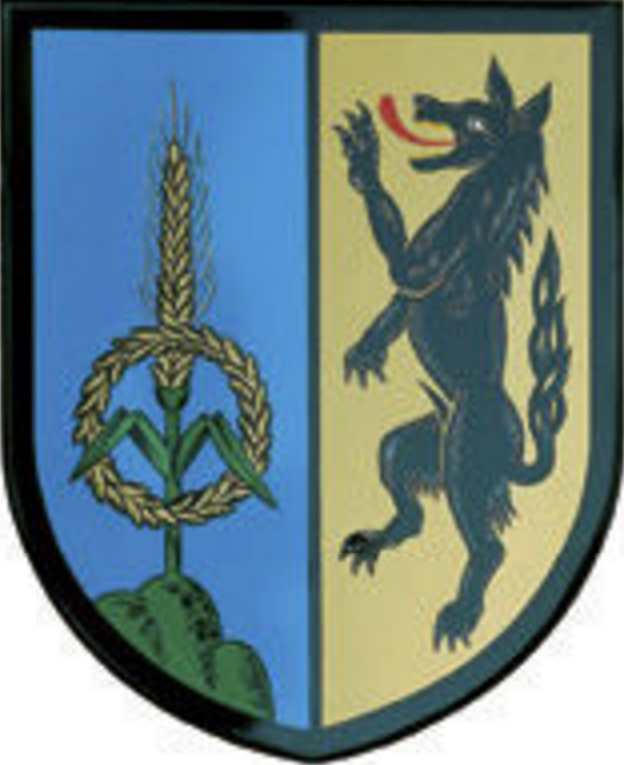
Großwilfersdorf (bis Ende 2014)
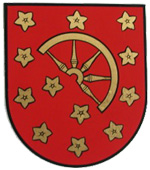
Hainersdorf

Beide Vorgängergemeinden hatten ein Gemeindewappen. Wegen der Gemeindezusammenlegung verloren diese mit 1. Jänner 2015 ihre offizielle Gültigkeit. Die Neuverleihung des Gemeindewappens für die Fusionsgemeinde erfolgte mit Wirkung vom 30. September 2016

Die neue Blasonierung lautet:
„In einem von Blau zu Gold gespaltenen Schild vorn golden aus Dreiberg wachsend ein mit einem goldenen Ährenkranz belegter zweifach beblätterter Getreidehalm, hinten steigend ein schwarzer, rot bezungter Wolf.“
Das Wappen wurde der Gemeinde am 20. Jänner 1975 von der Steiermärkischen Landesregierung verliehen. Es zeigt einerseits das Wappen der Herren von Wilfersdorf, die im 16. Jahrhundert die größten Grundherren hier gewesen sind und andererseits das Wappen der Kornpeck, deren Besitz sie erbten. Die Herren von Wilfersdorf hatten den Wolf in ihrem Wappen, die Kornpeck eine Kornähre und einen Strohkranz.
Die räuberischen Überfälle, welche die Bevölkerung in früheren Jahrhunderten von mannigfachen Feinden erdulden musste, wird durch den Wolf symbolisiert. Kornähre und Strohkranz symbolisieren die Fruchtbarkeit des heimischen Bodens.

## Persönlichkeiten

### Ehrenbürger
- 1959: Johann Pfeiffer, Bürgermeister von Großwilfersdorf 1919–1945, 1950–1960
- 1967: Johann Köck (1903–1993), Pfarrer von Großwilfersdorf 1950–1986
- 1975: Josef Moser (1900–1986), Bürgermeister von Großwilfersdorf 1960–1975
- 1977: Friedrich Niederl (1920–2012), Landeshauptmann der Steiermark 1971–1980[20]
- 1988: Josef Krainer (1930–2016), Landeshauptmann der Steiermark 1980–1996
- 1992: Josef Zügner (* 1922), Bürgermeister von Großwilfersdorf 1975–1992[21]
- 2009: Xaver Haas (* 1949), Gründer der Haas Group
- 2016: Johann Urschler (* 1946), Bürgermeister von Großwilfersdorf 1992–2019[22]

### Mit Großwilfersdorf verbundene Persönlichkeiten
- Jonas von Wilferstorf